# Meir z Rothenburku
Meir z Rothenburku (cca 1215 – 27. dubna 1293) byl středověký aškenázský rabín a básník, jeden z nejzásadnějších tosafistů a vykladačů Rašiho komentáře k Talmudu. Je též znám jako Meir ben Baruch nebo pod zkratkou Maharam me-Rothenburg.
Meir se narodil mezi lety 1215 až 1220 ve Wormsu do významné rabínské dynastie. Worms byl tehdy jedním z největších center středověké židovské vzdělanosti v Evropě. Meira nejprve vyučoval jeho vlastní otec, potom Meir odešel do Würzburgu, kde pokračoval ve studiu u Jicchaka ben Mošeho, což byl jeden z nejvýznamnějších raně-středověkých talmudistů z Českých zemí. Meir poté až do roku 1242 dále rozvíjel své znalosti ve Francii studiem u nejslavnějších učenců své doby, Jechiela z Paříže, Samuela ben Solomona z Falaise a Samuela z Évreux, kteří jsou také známi tím, že byli nuceni veřejně figurovat u pálení Talmudu inkvizicí v Paříži 17. června 1244.
Meir se po studiích usadil v bavorském Rothenburgu ob der Tauber, kde si ve vlastním domě otevřel ješivu. Po smrti svého otce v roce 1281 odchází zpět do rodného města a usazuje se ve Wormsu.
V roce 1286 zahájil král Rudolf I. nové pronásledování Židů a vyhlásil je za služebníky královské komory, což mělo za následek zrušení jejich politických svobod. Spolu s mnoha dalšími Meir opustil Německo se svou rodinou a následovníky, ale byl zadržen v lombardských horách, kde jej poznal pokřtěný Žid jménem Kneppe, a uvězněn v pevnosti u Ensisheimu v Alsasku.